# Татьяна Гарбін
Татьяна Гарбін (італ. Tathiana Garbin, *30 червня 1977, Местре, Італія), — італійська тенісистка-професіонал. Чемпіонка Італії в одиночному розряді серед дівчат до 16 років. Отримала статус професіонала в 1996. Володарка одного титулу WTA в одиночному розряді.

## Фінали турнірів WTA

### Одиночний розряд 5 (1–4)
| Результат | №  | Дата           | Турнір   | Поверхня | Супротивниця            | Рахунок                  |
| --------- | -- | -------------- | -------- | -------- | ----------------------- | ------------------------ |
| Поразка   | 1. | 13 лютого 2000 | Богота   | Ґрунт    | Патріція Вартуш         | 6–4, 1–6, 4–6            |
| Перемога  | 1. | 23 квітня 2000 | Будапешт | Ґрунт    | Крісті Богерт           | 6–2, 7–6(7–4)            |
| Поразка   | 2. | 17 липня 2005  | Модена   | Clay     | Анна Смашнова           | 6–6 прип.                |
| Поразка   | 3. | 23 липня 2006  | Палермо  | Ґрунт    | Анабель Медіна Ґарріґес | 4–6, 4–6                 |
| Поразка   | 4. | 25 лютого 2007 | Богота   | Ґрунт    | Роберта Вінчі           | 7–6(7–5), 4–6, 3–0 прип. |

### Парний розряд: 18 (11–7)
| Результат | №   | Дата            | Турнір      | Поверхня | Партнерка             | Супротивниці                                       | Рахунок               |
| --------- | --- | --------------- | ----------- | -------- | --------------------- | -------------------------------------------------- | --------------------- |
| Перемога  | 1.  | 14 травня 2000  | Варшава     | Ґрунт    | Жанетт Гусарова       | Ірода Туляганова Ганна Запорожанова                | 6–3, 6–1              |
| Перемога  | 2.  | 25 лютого 2001  | Богота      | Ґрунт    | Жанетт Гусарова       | Лаура Монталво Паола Суарес                        | 6–4, 2–6, 6–4         |
| Перемога  | 3.  | 22 квітня 2001  | Будапешт    | Ґрунт    | Жанетт Гусарова       | Жофія Губачі Драгана Зарич                         | 6–1, 6–3              |
| Перемога  | 4.  | 15 липня 2001   | Палермо     | Ґрунт    | Жанетт Гусарова       | Анабель Медіна Ґарріґес Марія Хосе Мартінес Санчес | 4–6, 6–2, 6–4         |
| Перемога  | 5.  | 12 January 2002 | Гобарт      | Hard     | Ріта Гранде           | Кетрін Барклі Крістіна Вілер                       | 6–2, 7–6(7–3)         |
| Перемога  | 6.  | 5 May 2002      | Бол         | Ґрунт    | Ангелік Віджая        | Олена Бовіна Ганрієта Нагійова                     | 7–5, 3–6, 6–4         |
| Поразка   | 1.  | 14 липня 2002   | Брюссель    | Ґрунт    | Аранча Санчес Вікаріо | Барбара Шварц Ясмін Вер                            | 2–6, 6–0, 4–6         |
| Поразка   | 2.  | 24 August 2002  | Нью-Гейвен  | Хард     | Жанетт Гусарова       | Даніела Гантухова Аранча Санчес Вікаріо            | 3–6, 6–1, 5–7         |
| Перемога  | 7.  | 11 січня 2003   | Канберра    | Хард     | Емілі Луа             | Дая Беданова Дінара Сафіна                         | 6–3, 3–6, 6–4         |
| Перемога  | 8.  | 16 січня 2005   | Канберра    | Хард     | Тіна Крижан           | Габріела Навратілова Міхаела Паштікова             | 7–5, 1–6, 6–4         |
| Поразка   | 3.  | 13 травня 2007  | Берлін      | Ґрунт    | Роберта Вінчі         | Ліза Реймонд Саманта Стосур                        | 3–6, 4–6              |
| Поразка   | 4.  | 20 травня 2007  | Рим         | Ґрунт    | Роберта Вінчі         | Наталі Деші Мара Сантанджело                       | 4–6, 1–6              |
| Поразка   | 5.  | 15 січня 2010   | Сідней      | Хард     | Надія Петрова         | Кара Блек Лізель Губер                             | 1–6, 6–3, [3–10]      |
| Поразка   | 6.  | 17 квітня 2010  | Барселона   | Ґрунт    | Тімеа Бачинскі        | Сара Еррані Роберта Вінчі                          | 1–6, 6–3, [2–10]      |
| Перемога  | 9.  | 11 липня 2010   | Будапешт    | Ґрунт    | Тімеа Бачинскі        | Сорана Кирстя Анабель Медіна Ґарріґес              | 6–3, 6–3              |
| Перемога  | 10. | 18 липня 2010   | Прага       | Ґрунт    | Тімеа Бачинскі        | Моніка Нікулеску Агнеш Савай                       | 7–5, 7–6(7–4)         |
| Поразка   | 7.  | 25 липня 2010   | Бад-Гаштайн | Ґрунт    | Тімеа Бачинскі        | Луціє Градецька Анабель Медіна Ґарріґес            | 7–6(7–2), 1–6, [5–10] |
| Перемога  | 11. | 24 жовтня 2010  | Люксембург  | Хард (i) | Тімеа Бачинскі        | Івета Бенешова Барбора Заглавова-Стрицова          | 6–4, 6–4              |